# Park Chan-wook
Park Chan-wook, född 23 augusti 1963, är en sydkoreansk regissör, manusförfattare och filmproducent.
Han är en av sitt lands mest hyllade filmskapare och internationellt erkänd för sin "hämndtrilogi" som består av filmerna Hämnarens resa från 2002, Old Boy – hämnden från 2003 och Lady Vengeance från 2005.

## Biografi
Park föddes 23 augusti 1963 i Tanyan, Sydkorea. Han tog examen från Sogang University i Seoul efter att ha studerat filosofi, och började sin karriär som filmkritiker. Park avlade senare en examen som aeronautisk ingenjör. Han är gift och har ett barn.

## Filmografi

### Långfilmer
- 1992 – The Moon Is... the Sun's Dream – regissör och manusförfattare
- 1997 – Trio – regissör och manusförfattare
- 2000 – Anarchists – manusförfattare
- 2000 – Joint Security Area – regissör och manusförfattare
- 2001 – The Humanist – manusförfattare
- 2002 – Hämnarens resa – regissör och manusförfattare
- 2002 – A Bizarre Love Triangle – manusförfattare
- 2003 – Old Boy – hämnden – regissör och manusförfattare
- 2005 – Lady Vengeance – regissör och manusförfattare
- 2005 – Boy Goes to Heaven – manusförfattare
- 2006 – I'm a Cyborg, But That's OK – regissör, manusförfattare och producent
- 2008 – Crush and Blush – manusförfattare och producent
- 2009 – Thirst – regissör, manusförfattare och producent
- 2013 – Stoker – regissör
- 2013 – Snowpiercer – producent
- 2016 – The Handmaiden – regissör, manusförfattare och producent
- 2016 – The Truth Beneath – manusförfattare
- 2022 – Decision to Leave – regissör, manusförfattare och producent

### Kortfilmer
- 1999 – Judgment – regissör, manusförfattare och producent
- 2003 – If You Were Me (delen "Never Ending Peace And Love") – regissör och manusförfattare
- 2004 – Three... Extremes (delen "Cut") – regissör och manusförfattare
- 2011 – Night Fishing – regissör (tillsammans med brodern Park Chan-kyong), manusförfattare och producent
- 2011 – 60 Seconds of Solitude in Year Zero (del från "Cut") – regissör och manusförfattare
- 2013 – Day Trip – regissör (tillsammans med brodern Park Chan-kyong) och manusförfattare
- 2014 – A Rose Reborn – regissör och manusförfattare

### TV-serier
- 2018 – The Little Drummer Girl (TV-serie) – regissör
- 2024 – The Sympathizer (TV-serie) – regissör